# Qanāt Bashīr
Qanāt Bashīr (persiska: Kamshīr, Qanāt ol Bashar, قنات بشير, كَم, کمشیر, قنات البشر) är en ort i Iran.   Den ligger i provinsen Kerman, i den centrala delen av landet, 700 km sydost om huvudstaden Teheran. Qanāt Bashīr ligger 2 148 meter över havet och antalet invånare är 126.
Terrängen runt Qanāt Bashīr är varierad.Runt Qanāt Bashīr är det glesbefolkat, med 15 invånare per kvadratkilometer. Närmaste större samhälle är Rashk-e Vosţá, 19,7 km väster om Qanāt Bashīr. Trakten runt Qanāt Bashīr är ofruktbar med lite eller ingen växtlighet.